# Earth Intruders
Earth Intruders (Invasores da Terra, em português) é uma música da cantora islandesa Björk. É o primeiro single de seu álbum Volta.
Foi lançado no dia 9 de abril de 2007, nos Estados Unidos.
Foi o maior sucesso da cantora naquele país desde Big Time Sensuality, em 1993.

## Sobre a música
Björk deu uma entrevista a MTV, que publicou o seguinte:
"A canção "Earth Intruders", em particular, foi esculpida logo após que Björk acordou de um sonho em que ela teve durante um voo transatlântico para Nova York. No sonho, a cantora falava de uma tsunami de milhões e milhões de pessoas afundadas na pobreza. (…) "É uma canção um pouco caótica", ela disse do primeiro single de Volta. "Liricamente falando, é uma coleção de todas essas imagens queimadas dentro de sua memória (…)".

## Recepção da crítica
"Earth Intruders" conseguiu uma recepção favorável pelos críticos de música. Mike Diver, da Drowned in Sound deu uma nota 9 (de 0 a 10).;
Miriam Zendle, da Digital Spy, citou Earth Intruders como o retorno de Björk aos sons comerciais do início de sua carreira, comparando isso aos seus álbuns mais recentes.
O website PopJustice classificou-o como o 80° maior single de 2007..
O Wellheart Music Journal publicou que é "claramente a favorita das rádios alternativas, pois essa música restaura os sons de batidas dos anos 1990 da cantora. Um retorno bem-vindo".

## Formatos de lançamento
Uma caixa limitada de edição "multiformato" foi lançado no começo de fevereiro de 2008 com várias formas de trabalho de arte. A caixa consistia em:

### Vinil 12" (I)
- Lado A. "Earth Intruders" (xxxchange Remix)
- Lado B. "Earth Intruders" (Jimmy Douglas Mix)

### Vinil 12" (II)
- Lado C. "Earth Intruders" (Lexx 12" Remix)
- Lado D. "Earth Intruders" (Mark Stent Mix)

### CD
- "Earth Intruders" (Mark Stent Mix)
- "Earth Intruders" (Jimmy Douglas Mix)
- "Earth Intruders" (Lexx Remix Radio Edit)
- "Earth Intruders" (xxxchange Remix)
- "Earth Intruders" (Lexx 12" Remix)

### DVD
- "Earth Intruders" (Vídeo dirigido por Michel Ocelot)

## Videoclipe
O videoclipe de "Earth Intruders" foi dirigido por Michel Ocelot (primeiro trabalho para a cantora islandesa). Mostra o rosto de Björk ao fundo, primeiramente de cabeça para baixo, e depois normal, cantando com os olhos fechados.
Na frente, um grande grupo de guerreiros tribais da Polinésia dançam ao som da música. O vídeo mostra cores psicodélicas (azul e verde). O vídeo termina com o rosto de Björk lentamente se aproximando e uma paisagem ao fundo, com montanha e lago. Seus olhos se abrem quando ela canta o último verso da música.
Uma pré-estreia do vídeo foi mostrada durante o "Le Grand Journal Show" na Canal+, da França, em 17 de abril de 2007. O vídeo inteiro estava disponível no iTunes Store no dia 24.
Foi nomeado como Melhor Videoclipe no Q Award de 2007.

## Posições nas paradas
"Earth Intruders" atingiu o 7.° lugar nas paradas japonesas, e o 18.° lugar na Grécia. Alcançou o Top 100 na Bélgica, Indonésia, França, Estados Unidos e Reino Unido. Na parada mundial, ficou em 41.° lugar.